# T90重機槍
T90重機槍，為中華民國國防部軍備局生產製造中心第205廠於民國90年研發並作為更新50機槍的替代槍型，但是並未獲得陸軍採用，也曾向海軍推銷也無疾而終。。

## 背景
國軍於民國40至50年間曾於美援期間接收美國政府軍援的白朗寧M2HB重機槍，後配發至國軍各部隊進行使用，另於80年代中期使用了FN M2HB-QCB重機槍（Quick Change Barrel，速換槍管型），這款白朗寧M2重機槍雖為第一次世界大戰至第二次世界大戰期間的戰間期時由比利時埃斯塔勒國營工廠（Fabrique Nationale，簡稱FN Herstal或FN）進行設計、研究與生產，因有著高可靠性與穩定性所以至今仍持續在發展並衍生出多種款式且廣為世界各國所使用。

## 設計
XT90重機槍設計以T74排用機槍作為構想，設計可說是T74機槍的.50口徑放大版。